# Holacanthus ciliaris
Holacanthus ciliaris är en fiskart som först beskrevs av Carl von Linné 1758.  Holacanthus ciliaris ingår i släktet Holacanthus och familjen Pomacanthidae. IUCN kategoriserar arten globalt som livskraftig. Inga underarter finns listade i Catalogue of Life.